# Zenbē Kawakami
Zenbē Kawakami (jap. 川上 善兵衛, eigentlicher Vorname Yoshitarō (芳太郎); * 2. April 1868 in Kitagata (heute: Jōetsu), Präfektur Niigata; † 21. Mai 1944 in Kitagata, Takashi (heute: Jōetsu)) war ein japanischer Önologe. Er wurde bekannt durch die Kreuzungszüchtung und Kultivierung einer ersten japanischen Qualitätsweinsorte, der Muskateller „Muscat Bailey A“. Ebenso durch seine wissenschaftlichen Arbeiten über die Anwendung der Mendelschen Regeln zur Züchtung neuer Weinsorten sowie mit der Veröffentlichung seiner Weinsorten-Enzyklobediä. Er gilt als Pionier und „Vater“ der modernen Winzerei und Qualitätsweinherstellung Japans.

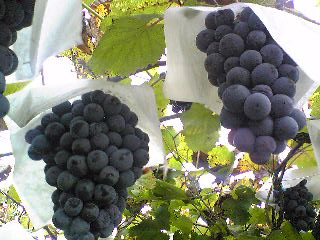
Muskateller Traube

## Leben
Er wurde im Dorf Kitagata, heute Teil der Stadt Jōetsu, in der Präfektur Niigata als Yoshitarō (芳太郎) Kawakami und ältester Sohn des Großgrundbesitzers Zenbē Kawakami geboren. Zum Grundbesitz gehörten die Ländereien des heutigen Anwesens des Weinguts Iwanohara. Sein Vater verstarb 1875 an einer Krankheit. Der junge Yoshitaro wurde im Alter von nur sieben Jahren Familienoberhaupt der Kawakami-Familie und übernahm traditionsgemäß den Vornamen Zenbē. Er genoss eine gehobene Erziehung und Unterweisung in klassischer chinesischer Literatur. 1882 zog er nach Tokio und Immatrikulation an der Keiō-Universität. Seine erste Frau Wokou Miyasaki heiratete er 1886, von der sich er nach 8 Jahren im Jahre 1894 wieder scheiden ließ.
Kawakami führte 1887 die Technik der Veredelung von Weinreben und vorhandene Weinsorten durch Zenbei Kodaira ein. Der weitgereiste Staatsmann und Schiffsbauingenieur Katsu Kaishū gab 1890 Zenbē Kawakami den freundschaftlichen Rat sich der bis dahin noch wenig entwickelten japanischen Weinbaus und Weinherstellung zu widmen. Zenbē hatte beobachtet, wie die Reisbauern in seiner Heimatregion stark unter schwankendem Wetter litten und sah im Weinbau eine Chance für alternative Beschäftigung. Er ließ deshalb einen Weinberg anlegen und importierte hunderte ausländische Weinreben u. a. aus Frankreich und den USA. Aufgrund eines sehr heißen Sommer verdarb 1893 die erste Ernte der Trauben. Der erste Weinkeller aus Felswänden wurde 1895 gebaut. Die erste Weinsortenliste wurde 1897 veröffentlicht. Zum Schutz des Weins und des Weinbrands ließ er „Kikosui“ als Marke patentieren. 1899 wurde eine Weinsorten-Erläuterung veröffentlicht. Im gleichen Jahr wurde eine Anleitung zur Entwicklung neuer Weinsorten veröffentlicht. Seine zweite Frau, die zweite Tochter von Tokiazu Hiramazu heiratete er 1900. Die Wahl zum Bürgermeister des Dorfes Takashimura gewann er 1900. 1901 veröffentlichte er ein Buch über die Weintrauben-Züchtungstechnik. Darin wurden schon über 300 von ihm neu entwickelte Rebsorten beschrieben. Der japanische Prinz Haru lud Kawakami 1902 auf dem Weinberg. Die Grundschule Takashi hat er 1903 geplant und gestiftet. Kawakami beauftragte 1903 den Vertrieb über die Japanische Wein & Alkohol GmbH. Das Buch über die Weintechnik wurde 1908 veröffentlicht. Ein Autobiographisches Werk über sein Lebenswerk wurde 1912 veröffentlicht.
Im Jahre 1922 zog Kawakami sich ins buddhistische Kloster zurück, um dort bis 1943 über die Anwendung der Mendelsche Regeln an Weinreben zu schreiben.
1930 wurde der 1. und 2. Band seiner Weinsorten Enzyklopädie veröffentlicht, der dritte folgte 1933.* Die Winzerei Kotobukiya GmbH, welche ein Vorläufer der heutigen Firma Suntory ist, wurde 1936 gegründet. Seine 2. Frau Tazuko verstarb 1937. Aufgrund dieser Veröffentlichung seiner wissenschaftlichen Arbeit wurde der japanischen Landwirtschaftspreises an eine Privatperson verliehen.
Kawakami starb im Alter von 76 Jahren 1944 an einer akuten Lungenentzündung.

## Leistungen
Sein erster Durchbruch zur Steigerung der Qualität bei der Herstellung von Wein war die gezielte Kontrolle der Temperatur bei der Gärung der reifen Trauben im Sommer durch die Verwendung von Schnee als Kühlung und später durch die Lagerung der Trauben in speziell dafür gebaute Steinkeller. So gelang ihm mit der Beschreibung neuer, kreativer Wege die erste erfolgreiche Weinherstellung in der Region Joetsu, die eigentlich für den Weinbau klimatisch nicht sonderlich geeignet war. Parallel zum Weinbau arbeitete er an der Kultivierung und Entwicklung stabiler Rebsorten immun gegen Schädlinge und dem feuchtwarmen lokalen Klima. Durch Kawakamis unermüdliche Bemühungen – durch systematische, endlose Kreuzungsversuche unterschiedlicher importierter Traubensorten (insgesamt 10.311 Versuche sind dokumentiert) – entstand Japans erste resistente Qualitätsweinsorte Muscat Bailey A (Muscat Bailey A).

## Werke
- 室直三郎 (著)Autor und Zenbē Kawakami 川上善兵衛 (Hrsg.):仰徳帖 － – 古書, 室直三郎 Verlag, 1889
- Zenbē Kawakami: 実験葡萄全書〈上篇〉栽培法 地球出版 Verlag; 再 Edition, 1949
- Zenbē Kawakami: 実験葡萄全書〈上,中,下篇› (昭和7年), 西ケ原刊行会 Verlag, 1932

## Museen
- Kawakami Zenbei Museum. jap. 川上善兵衛資料館